# فرمان آسمان
فرمان آسمان (چینی سنتی: 天命; پین‌یین: Tiānmìng)، قیمومیت بهشت یا تیانمینگ یک مفهوم سیاسی و دینی چینی است که از دوران باستان برای مشروع جلوه دادن حکومت امپراتور یا پادشاه چین مورد استفاده قرار گرفته‌است. بر این اساس، بهشت (天) — که تمام اتفاقات گیتی را در کنترل خود دارد — قیومت را به یک فرمانروای عادل و دادگر، پسر بهشت امپراتوری آسمانی، می‌دهد تا بر چین حکومت کند. اگر امپراتور یا پادشاهی از تخت فرمانروایی خود به زیر کشیده شود، این نشانه آن است که بهشت قیومت را از او بازستانده است. در میان چینیان این باور وجود داشت که بلایای طبیعی‌ای مانند قحطی یا سیل، نشانه آن است که بهشت از فرمانروا راضی نیست و به همین دلیل، معمولاً فرمانروایان پس از چنین رویدادهایی با شورش مردم خود روبرو می‌شدند.
در این مفهوم بیان می‌شود که نیازی به این ندارد که یک فرمانروای مشروع از تبار اشرافی باشد، بلکه به توانایی او در حکومت کردن بستگی دارد. دودمان‌های چین مانند هان و مینگ توسط افرادی با اصالت معمولی بنیان‌گذاری شدند، اما آنها به عنوان موفق شناخته شدند، چرا که تصور می‌شد فرمان آسمانی را کسب کرده‌اند. حفظ این فرمان به عملکرد عادلانه و توانمند فرمانروایان و وارثان آن‌ها وابسته است.
در ارتباط با مفهوم فرمان آسمانی، حق شورش علیه یک فرمانروای ظالم نیز وجود داشت. فرمان آسمانی اغلب توسط فیلسوفان و دانشمندان در چین به عنوان روشی برای محدود کردن سوءاستفاده از قدرت توسط فرمانروا مطرح می‌شد، در سیستمی که کنترل‌های دیگر کمی داشت. تاریخ‌نگاران چینی یک شورش موفق را به عنوان مدرکی برای این که آسمان فرمان خود را از فرمانروا بازپس گرفته است تفسیر می‌کردند. در طول تاریخ چین، دوره‌های فقر و بلایای طبیعی اغلب به عنوان نشانه‌هایی تلقی می‌شد که آسمان فرمانروا را ظالم می‌دانست و نیاز به جایگزینی او وجود داشت.
مفهوم فرمان آسمانی همچنین به حقوق الهی خانواده فرمانروا گسترش می‌یابد و نخستین بار برای حمایت از حکومت شاهان دودمان ژو به منظور مشروعیت‌بخشی به سرنگونی دودمان شانگ به‌کار گرفته شد. این مفهوم در طول تاریخ چین برای مشروعیت‌بخشی به سرنگونی موفق و نصب امپراتوران جدید، حتی توسط دودمان‌های غیر چینی مانند دودمان چینگ استفاده شده است. فرمان آسمانی به عنوان مهم‌ترین سهم دودمان ژو در اندیشه سیاسی چین شناخته می‌شود، اما این مفهوم در کنار سایر نظریه‌های مشروعیت حاکمیت از جمله واگذاری قدرت به شایستگان و نظریه پنج عنصر به کار گرفته می‌شد.